# Jardins de Vyšehrad
Les Jardins de Vyšehrad sont un parc public situé dans la partie sud du quartier Vyšehrad à Prague. Au XVe siècle, il y avait ici des vignes, le lieu n'acquit sa forme actuelle qu'au XIXe siècle. Le parc, d'une superficie de 2,8 hectares, est entourés de divers bâtiments, par exemple l'ancien burgravat, l'ancien doyenné ou la basilique Saint-Pierre et Paul. Le parc est en grande partie entouré de murs d'où l'on a de belles vues sur Prague, en particulier sur sa partie ouest. Il y a plusieurs statues dans le parc, représentant principalement des personnalités de l'histoire tchèque.

## Statues
Quatre sculptures de Josef Václav Myslbek se trouvent dans le parc. Elles se trouvaient à l'origine sur le Pont Palacký, non loin en contrebas de Vyšehrad. Myslbek a remporté le concours pour la décoration du pont en 1881, puis il a travaillé sur les sculptures qui, dans les années 1887-1897, ont été progressivement installées aux deux extrémités du pont. Cependant, le pont fut fortement endommagé lors du bombardement de Prague en 1945, les statues furent ensuite placées à Vyšehrad en 1947, retirées lors de l'élargissement du pont.
Chaque sculpture, plus grande que nature, représente une paire de personnages de la mythologie tchèque :
- Libuše et Přemysl (1890) – souverains tchèques mythiques résidant à Vyšehrad, la princesse rappelle dans un geste prophétique la conclusion du Libuše de Smetana.
- Ctirad et Šárka (1895) – les héros de la légende de la guerre des jeunes filles, lorsque les femmes construisirent le château de Devín en face de Vyšehrad après la mort de Libuš ; Ctirad avec une corne dans un élan amoureux avant sa mort.
- Lumir a Pisen (1888) – D'après la mention du poème sur Záboj dans Rukopis, Lumir était un chanteur légendaire de la cour royale qui refusait de chanter une chanson de célébration aux hommes victorieux après la fin des premières guerres et à la place, a chanté le célèbre Vyšehrad ; le chanteur contraste avec l'allégorie de la chanson sous la forme d'une jeune fille nue avec une varite (instrument à cordes)
- Záboj et Slavoj (1892) – leaders du soulèvement tchèque contre les troupes allemandes par Luděk d'après le poème du manuscrit de la cour royale.

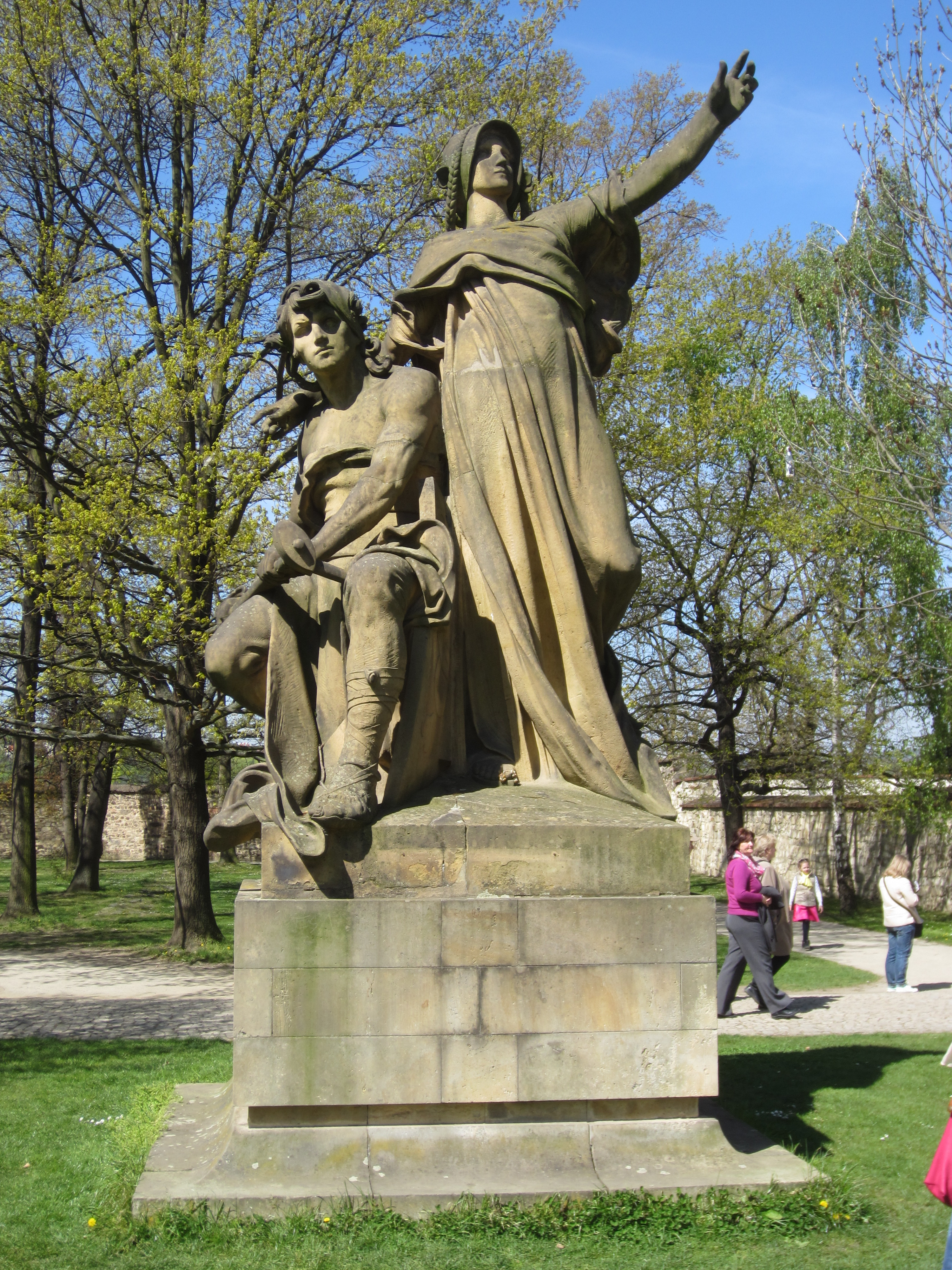
Libuše et Přemysl
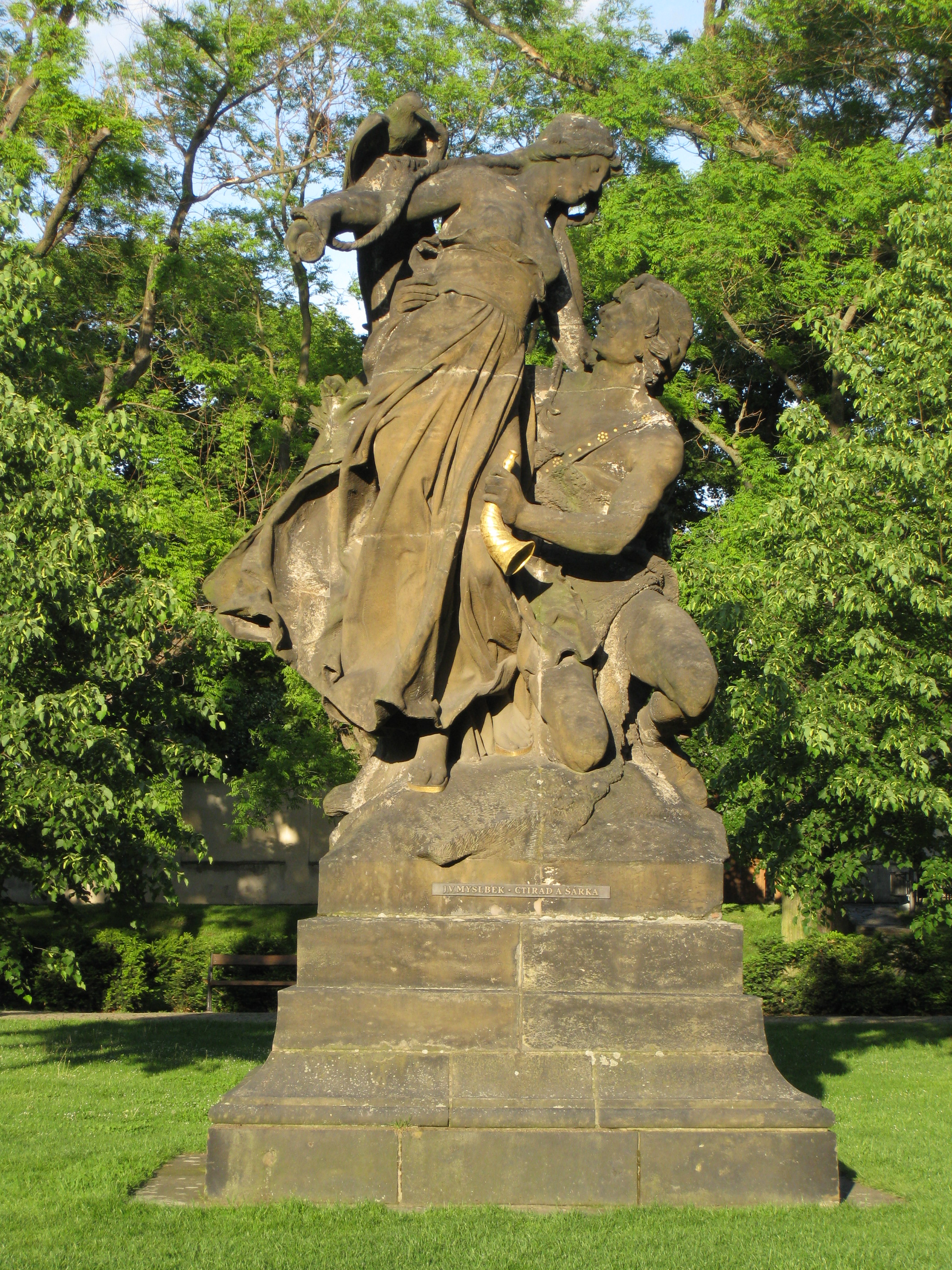
Ctirad et Sarka
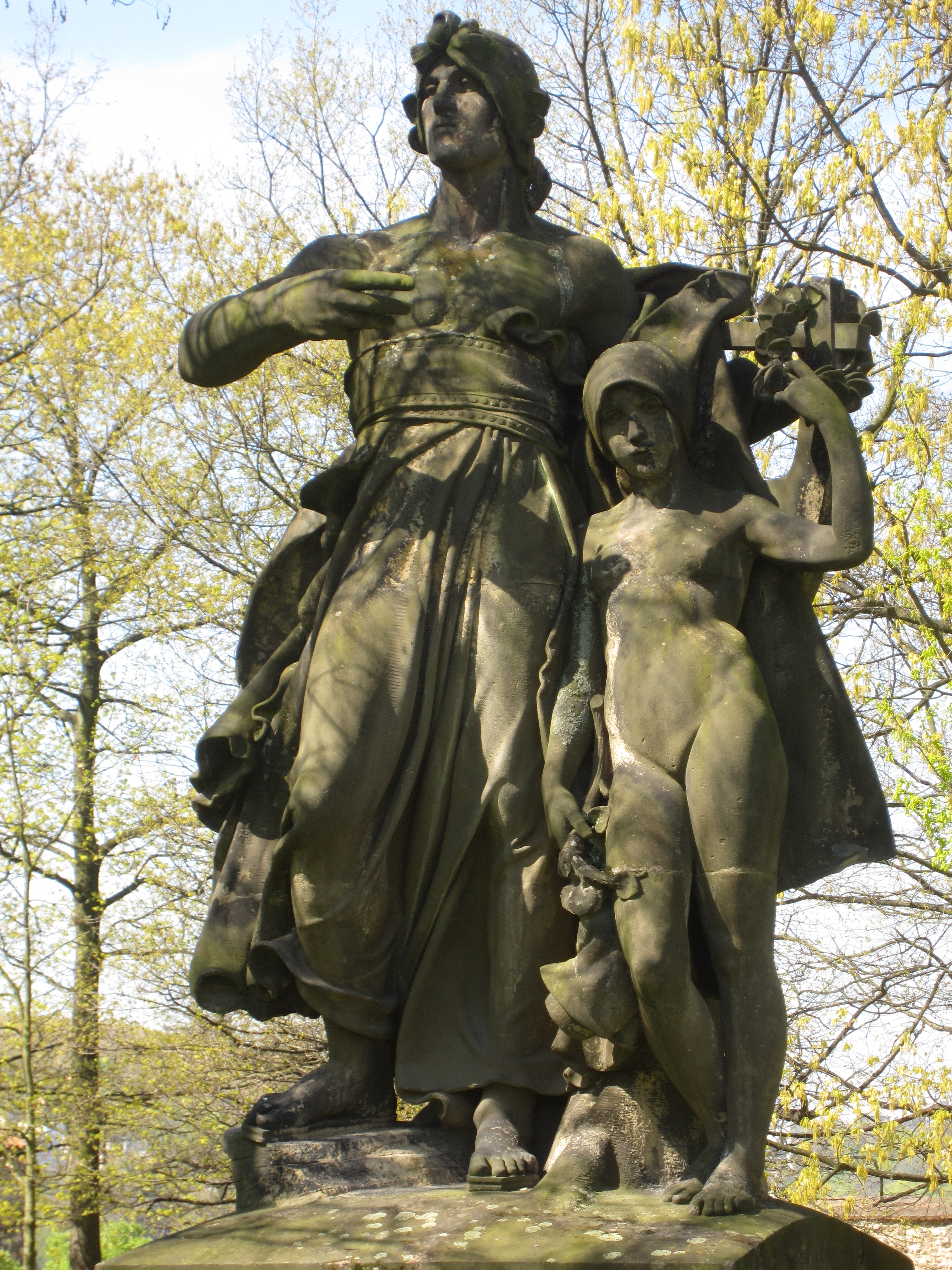
Lumir et Pisen
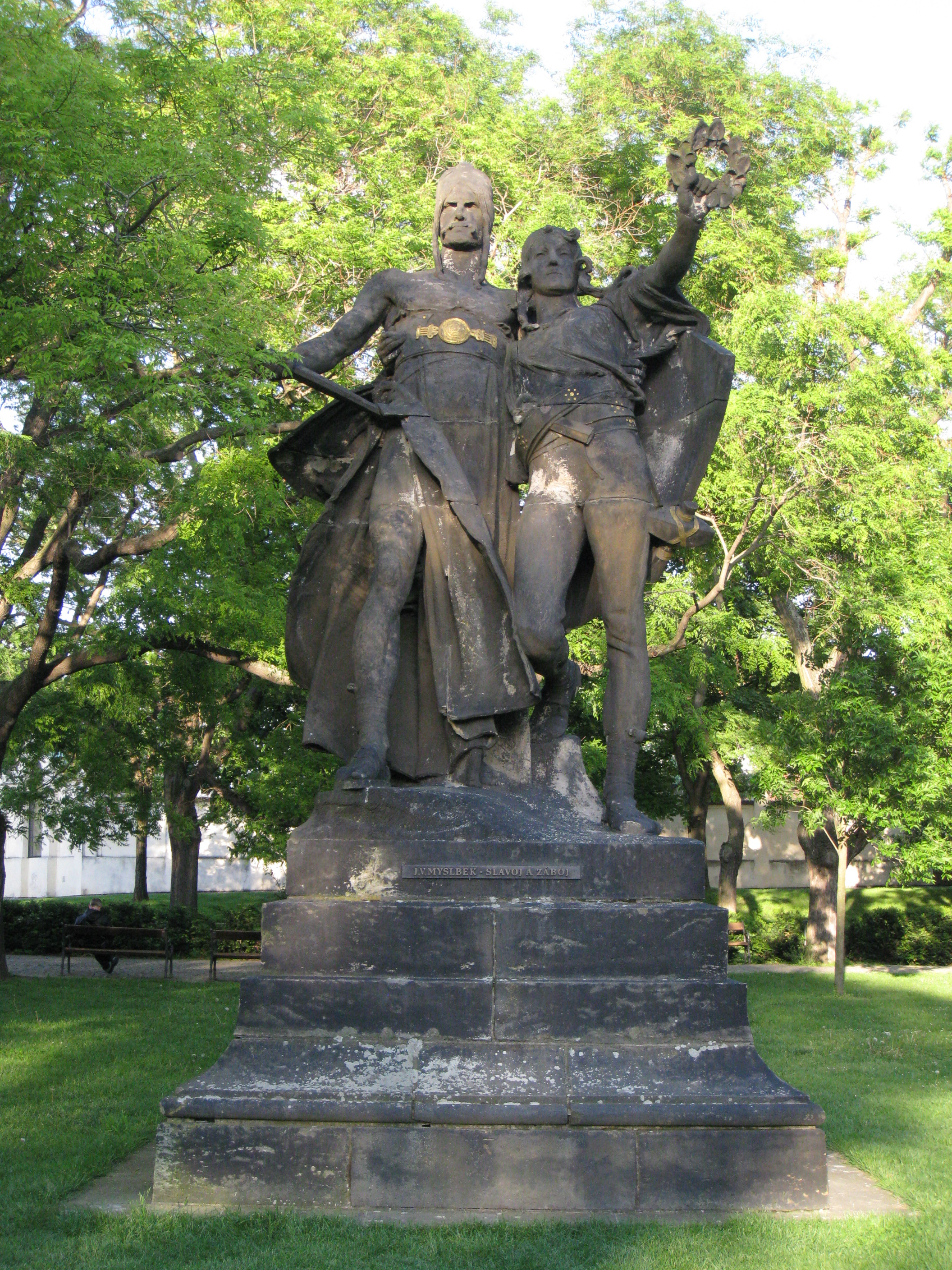
Záboj et Slavoj